# Alejandro Fernández Álvarez
Alejandro Fernández Álvarez, né le 30 mai 1976 à Tarragone, est un homme politique espagnol membre du Parti populaire (PP).
Membre du Congrès des députés entre 2011 et 2015, il est élu au Parlement de Catalogne lors des élections de septembre 2015.

## Biographie

### Vie privée
Marié, il est père de deux filles.

### Formation et vie professionnelle
Il réalise ses études supérieures à l'université autonome de Barcelone (UAB) où il obtient une licence en sciences politiques et en administration puis un master en communication politique. Il enseigne l'analyse des politiques publiques et la science politique à l'université Rovira i Virgili (URV) de Tarragone, entre 2004 et 2012. Technicien en politiques publiques à l'Observatoire de la diversité d'Almería entre 2006 et 2007, il a également enseigné dans le cadre d'un master en droit local à l'université autonome de Barcelone.

### Responsabilités municipales à Tarragone
Membre du Parti populaire, il préside les Nouvelles Générations de Catalogne — la branche juvénile du parti — entre 2003 et 2005 et est membre du comité exécutif du Parti populaire catalan (PPC). Il est investi en troisième position sur la liste du député national Francisco Ricomà de Castellarnau présentée à l'occasion des élections municipales de mai 2003 à Tarragone. Élu au conseil municipal avec trois autres collègues, il est nommé adjoint au maire chargé de la Promotion économique par le maire de la CiU Joan Miquel Nadal après un accord entre le PP et les nationalistes. À ce titre, il est membre du conseil de la comarque de Tarragonès et de l'autorité portuaire de Tarragone.
Il se présente comme tête de liste lors des élections municipales de mai 2007 et remporte quatre mandats. Siégeant notamment aux côtés de Jordi Roca, il devient le porte-parole du PP au conseil municipal. Il est également désigné par son parti pour occuper l'un des deux sièges dévolu au PP à la députation provinciale de Tarragone. Président de l'Organisme autonome de la société de l'information (OASI), il est membre de la commission de la Jeunesse de la Fédération espagnole des communes et provinces (FEMP). Alejandro Fernández est élu président du Parti populaire de la province de Tarragone en 2008.
Il se représente lors des élections de mai 2011 et remporte sept des vingt-sept mandats en jeu et le même score que la CiU avec 20,55 % des voix. Bien que le PP aurait pu forger une alliance avec la coalition nationaliste, il choisit de laisser la mairie au socialiste sortant Josep Fèlix Ballesteros. En janvier 2016, quelques mois après les élections de mai 2015, il annonce la signature d'un accord avec Ballesteros visant à permettre l'approbation du budget de la ville et la préparation des Jeux méditerranéens de 2018. Il est alors nommé premier adjoint au maire chargé de la Présidence.

### Député au Congrès
Il est investi en première position sur la liste présentée par le parti dans la circonscription de Tarragone en vue des élections générales de novembre 2011 en remplacement du député sortant Francisco Ricomà de Castellarnau. Sa liste remporte alors le soutien historique de 81 977 électeurs, près de 23,7 % des voix et deux des six mandats en jeu. Élu au Congrès des députés avec Juan Bertomeu, il siège à la commission de l'Équipement, à la commission de la Culture et à celle de l'Éducation et des Sports. Il est le porte-parole de son groupe à la commission de l'Économie et de la Compétitivité. Il est remplacé comme tête de liste par Jordi Roca pour les élections générales de décembre 2015.

### Député au Parlement de Catalogne
Il est chargé de conduire la liste du parti dans la circonscription de Tarragone à l'occasion des élections catalanes de septembre 2015. Avec un score de 8,92 % des voix exprimées, il obtient l'un des dix-huit mandats en jeu. Le 21 novembre 2016, il est choisi comme porte-parole parlementaire par Xavier García Albiol après le départ d'Enric Millo, désigné délégué du gouvernement en Catalogne afin de faciliter l'interlocution entre le gouvernement central et le gouvernement Puigdemont. Il annonce alors démissionner de son mandat municipal afin de se consacrer pleinement à ses nouvelles responsabilités. Il se fait ainsi notamment remarquer lorsqu'il donne d'importantes répliques au discours indépendantiste à l'occasion du vote des lois de déconnexion en septembre 2017.
Il parvient à sauver de justesse son mandat lors des élections catalanes de décembre 2017 grâce au vote des expatriés. Avant le réajustement postérieur aux élections, son siège était effectivement attribué aux anti-nationalistes de Ciudadanos. Ce fait ne permet cependant pas aux quatre députés du PP d'être « condamnés » au groupe mixte avec les anti-capitalistes de la CUP. Constitués en sous-groupe, Alejandro Fernández est alors désigné représentant du PPC au bureau du Parlement mais ne bénéficie que d'une voix partagée avec Carles Riera. Il est, en outre, membre de la commission des Pétitions.
Avec la ministre de la Santé Dolors Montserrat, il est alors pressenti pour prendre la tête du PPC. Soutien de la première heure de Pablo Casado, il est élu membre du comité exécutif du parti populaire lors du 19e congrès du PP. Seul candidat en lice, il est proclamé président du Parti populaire de Catalogne le 10 novembre 2018 après le retrait de Xavier García Albiol.